# Asaphes brevipetiolatus
Asaphes brevipetiolatus är en stekelart som beskrevs av Gibson och Vikberg 1998. Asaphes brevipetiolatus ingår i släktet Asaphes och familjen puppglanssteklar.
Artens utbredningsområde är:
- Finland.
- Sverige.

Arten är reproducerande i Sverige. Inga underarter finns listade.